# Quoziente
In matematica, il quoziente (dal latino quotiens: quante volte, derivato da quot: quanti) è il nome dato al risultato della divisione.
Quando il resto della divisione è zero, il risultato viene anche chiamato quoto (dal latino quotus: quanto, in qual numero, sempre derivato da quot).
Il dividendo è uguale perciò al prodotto della moltiplicazione di divisore e quoziente, con l'aggiunta dell'eventuale resto della divisione, cioè:
dividendo = divisore × quoziente + resto,
con 0 < resto < divisore; se, invece, il resto è 0:
dividendo = divisore × quoto.